# Mramorje
Mramorje ou Bagruša (en serbe Alphabet cyrillique serbe : Мраморје ou Багруша) est une nécropole médiévale, située en Serbie, près du village de Perućac, dans la municipalité de Bajina Bašta. Établie au XIVe siècle, elle est une des mieux préservées de la région. Elle est inscrite sur la liste des sites archéologiques d'importance exceptionnelle de la république de Serbie mais reste menacée par la rivière Drina d'un côté et par l'extension du village de Perućac de l'autre.

## Le site

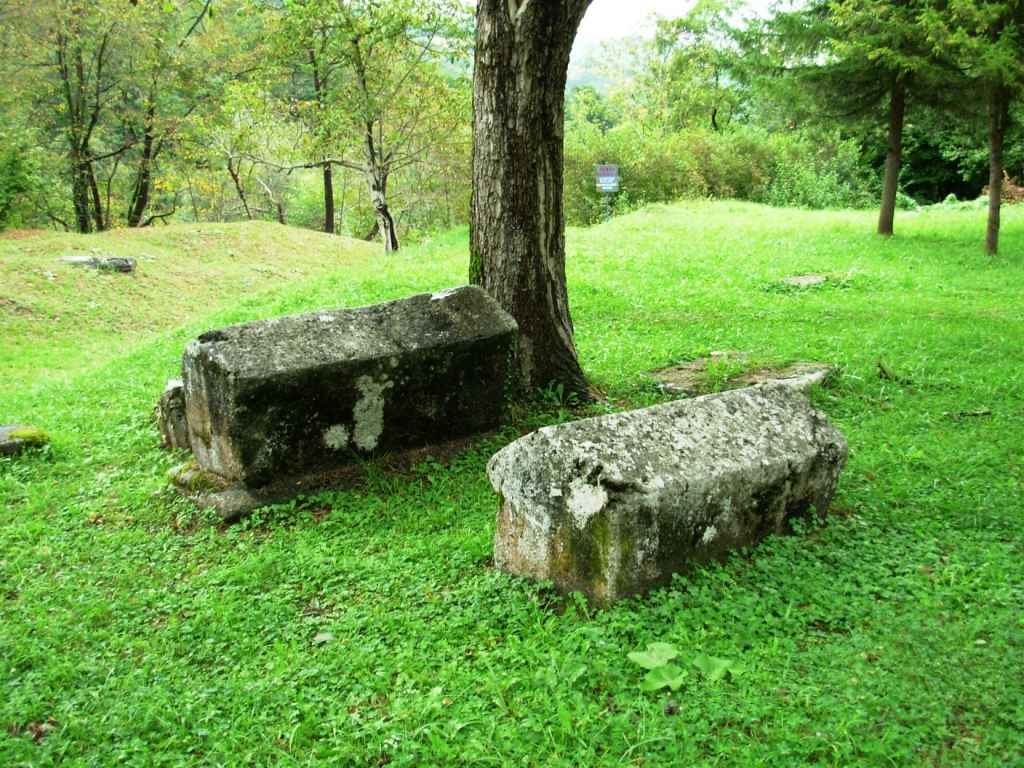
Mramorje

La nécropole a été établie au XIVe siècle et abrite des monuments de type stećak, typique de l'architecture funéraire médiévale des pays de l'ex-Yougoslavie. Selon certaines sources, le site comprenait environ 200 tombes en calcaire dur, sans inscription. La tombe la plus importante mesure 2 m de long pour environ 1 mde haut et de 1 m large. Les premiers documents écrits mentionnent 122 monuments, tandis que, selon, les données les plus récentes, on en compte 93, dont 46 plaques, 18 slemenjaks avec support, 10 slemenjaks sans support, 7 sarcophages avec base, 10 sarcophages sans base et 2 tombes sans forme définie. Au fil du temps, certaines tombes ont été déplacées, d'autres se sont enfoncées dans le sol ; plusieurs ont été placées dans des musées, dont deux figurent dans les collections du musée ethnographique de Belgrade et un dans celle du musée national d'Užice.
Les tombes de la nécropole sont disposées en rangées régulières, le plus souvent selon une orientation est-ouest. Elles ne disposent d'aucune inscription ; en revanche, un certain nombre d'entre elles sont finement ouvragées et quelques-unes comportent des motifs décoratifs représentant des cercles, la lune, une épée ou un bouclier.